# 언컷 (영화)
언컷(Uncut)은 캐나다에서 제작된 존 그레이슨 감독의 1997년 영화이다. 매튜 퍼거슨 등이 주연으로 출연하였고 존 그레이슨 등이 제작에 참여하였다.

## 출연

### 주연
- 매튜 퍼거슨

### 조연
- 데이몬 돌리베이라
- Helene Ducharme

## 제작진
- 미술: Bill Layton
- 의상: Richard Krough